# 설리반의 여행
《설리반의 여행》(영어: Sullivan's Travels)은 1941년 제작된 미국의 코미디 영화이다. 프레스턴 스터지스가 감독과 각본을 맡았다. 영화의 제목은 조너선 스위프트의 소설 《걸리버 여행기》(1726)에서 영감을 받아 지어졌다. 1990년 미국 국립영화등기부에 등재되었다.
하지만 이영화는 유명해서 외국사람들이 많이 본다.

## 줄거리
존 L. 설리번은 수익성이 좋지만 내용이 얕은 코미디 영화를 만드는 인기 있는 젊은 할리우드 감독이다. 1939년작 '식물 속의 개미들' 같은 영화를 만드는 것에 불만을 품은 그는 스튜디오 사장 르브랜드 씨에게 다음 작품은 소설 '오 형제여 어디에 있는가'를 기반으로 한, 억압받는 사람들의 곤경을 진지하게 탐구하는 작품이 되기를 원한다고 말한다. 르브랜드는 그가 대신 또 다른 수익성 있는 코미디를 연출하기를 원하지만, 설리번은 거절한다. 그는 "곤경을 직접 겪어보고" 싶어하며, 인간의 슬픔을 진정으로 묘사하는 영화를 만들기 위해 부랑자로 여행할 계획을 세운다. 그의 영국인 집사와 수행비서 모두 그의 계획의 지혜에 대해 공개적으로 의문을 제기한다.
설리번은 부랑자 복장을 하고 길을 떠나는데, 스튜디오에서 그의 안전을 위해 붙여준 버스에 탄 직원들이 그를 뒤따른다. 아무도 이 상황을 달가워하지 않고, 설리번은 빠른 자동차 추격전으로 버스를 따돌리려 한 끝에 마침내 보호자들을 설득하여 자신을 홀로 내버려두게 하고 나중에 라스베이거스에서 만나기로 약속한다. 그러나 그는 곧 로스앤젤레스로 돌아온다. 그곳 식당에서 설리번은 할리우드에서 성공하지 못하고 막 포기하고 집으로 돌아가려던 고군분투하는 젊은 여배우를 만난다. 그녀는 그를 무일푼의 부랑자로 여기고 아침 식사를 사준다.
그녀의 친절에 대한 보답으로 설리번은 자신의 저택에서 차를 가져와 그녀를 태워준다. 그는 하인들에게 돌아왔다는 사실을 알리지 않아 하인들은 차가 도난당했다고 신고한다. 설리번과 소녀는 잠시 경찰에 체포되지만, 상황이 정리된 후 풀려난다. 그와 소녀는 그의 호화로운 저택으로 간다. 그가 얼마나 부유한지 본 후, 그녀는 자신을 속였다며 그를 수영장에 밀어 넣는다. 그러나 그가 다시 시도하겠다고 주장하자, 그녀는 그의 반대에도 불구하고 소년으로 변장하고 그와 함께 간다.
이번에는 설리번이 성공한다. (누군가 그의 신발을 훔쳐간) 수프 키친에서 식사를 하고 노숙자 쉼터에서 소녀와 함께 자면서 소를 싣는 열차에 탄 후, 설리번은 마침내 충분히 겪었다고 결정한다. 그의 실험은 스튜디오에 의해 큰 성공으로 홍보된다. 소녀는 그와 함께 있기를 원하지만, 설리번은 세금을 줄이기 위해서만 그렇게 하라는 조언을 받아 사랑 없이 다른 사람과 결혼했다고 그녀에게 밝힌다. 더 나쁜 것은, 계획이 역효과를 내어 설리번의 합산 소득이 독신일 때보다 높아졌고 그의 아내는 그의 사업 관리자와 불륜 관계였다.
설리번은 자신이 얻은 통찰력에 대해 노숙자들에게 5달러 지폐를 나누어 주며 감사하기로 결정한다. 기차 야적장에서 한 남자가 설리번을 때려 기절시키고, 그의 돈과 신발을 훔쳐 달아나는 유개화차에 그를 버린다. 설리번의 돈을 가지고 도주하던 도둑은 다른 기차에 치여 사망한다. 훼손된 시체가 발견되자, 훔친 신발에 박혀 있던 신분증으로 사망자가 설리번으로 확인된다.
설리번은 자신이 누구인지, 어떻게 그곳에 왔는지 기억하지 못한 채 다른 도시에서 깨어난다. 철도 경비원이 그를 발견하고 불법적으로 철도 야적장에 들어왔다며 그를 꾸짖는다. 멍한 상태에서 설리번은 남자를 돌로 때렸고, 이로 인해 노동 수용소에서 6년의 중노동형을 받는다. 그는 점차 기억을 되찾는다. 수용소에서 그는 월트 디즈니의 1934년작 '플레이풀 플루토' 만화 영화 상영회에 참석하는데, 이는 죄수들에게는 드문 즐거움이었고, 자신도 다른 사람들과 함께 웃고 있는 것을 발견하고 놀란다.
자신이 설리번이라는 것을 아무도 설득할 수 없고 외부 세계와 소통할 수도 없었던 그는 해결책을 찾는다. 오래된 신문 1면에 실린 자신의 미해결 "살인" 소식을 접한 후, 그는 자신이 살인자라고 자백한다. 그의 사진이 1면에 실리자 그는 알아봐지고 풀려난다. 그의 "미망인"은 그의 사업 관리자와 결혼했으니, 그에게 이혼을 허락하지 않으면 중혼죄로 기소될 것이다. 설리번의 상사는 마침내 그가 '오 형제여 어디에 있는가?'를 만들 수 있다고 말한다. 설리번은 마음을 바꿨다고 고백한다. 그는 이제 코미디 영화를 계속 만들고 싶어하는데, 직접 코미디 영화가 억압받는 사람들에게 가져다주는 기쁨을 보았기 때문이다.

## 출연

### 주연
- 조엘 매크레이
- 베로니카 레이크
- 로버트 워릭

### 조연
- 윌리엄 데머러스트
- 프랭클린 팽본
- 포터 홀
- 바이런 폴저
- 마거릿 헤이스
- 로스코 에이츠

## 기타
- 협력프로듀서: 폴 존스
- 미술: 한스 드라이어
- 미술: A. 얼 헤드릭
- 의상: 이디스 헤드